# 6630 Skepticus
6630 Skepticus (1982 VA1) là một tiểu hành tinh vành đai chính được phát hiện ngày 15 tháng 11 năm 1982 bởi E. Bowell ở trạm Anderson Mesa thuộc Đài thiên văn Lowell.